# Kali parri
Kali parri és una espècie de peix de la família dels quiasmodòntids i de l'ordre dels perciformes.

## Descripció
El cos, allargat, fa 22,8 cm de llargària màxima. 11-12 espines i 19-21 radis tous a les dues aletes dorsals i 1 espina i 20-22 radis tous a l'anal. Aletes pectorals sense espines i amb 11-12 radis tous. Aletes pelvianes amb 1 espina i 5 radis tous. Absència d'aleta adiposa. Línia lateral no interrompuda.

## Alimentació i depredadors
El seu nivell tròfic és de 3,45. És depredat al Brasil per Istiophorus albicans, Makaira nigricans, Tetrapturus albidus i Tetrapturus pfluegeri.

## Hàbitat i distribució geogràfica
És un peix marí i batipelàgic (entre 1.500 i 1.900 m de fondària), el qual viu a les aigües tropicals i subtropicals de l'Atlàntic sud (al voltant de 2,5°S-27°S, 26°W-03°E): Sud-àfrica, el corrent de Benguela i, possiblement també, Namíbia i Nova Zelanda.

## Observacions
És inofensiu per als humans i el seu índex de vulnerabilitat és de baix a moderat (35 de 100).